# Essert-Pittet
Essert-Pittet je bývalá obec v západní (frankofonní) části Švýcarska, v kantonu Vaud, v okrese Jura-Nord vaudois. V roce 2015 žilo v obci 164 obyvatel. V roce 2017 se Essert-Pittet a Corcelles-sur-Chavornay sloučily s obcí Chavornay.

## Historie
Obec je poprvé zmiňována v letech 1100 jako Exertus. V roce 1453 je obec zmiňována jako Essers. Pod současným jménem je zmiňována před rokem 1764. Do konce roku 1996 byla obec součástí okresu Yverdon, od roku 1997 se stala částí nového okresu Jura-Nord vaudois.

## Poloha
Essert-Pittet je situován jihozápadně od Yverdon-les-Bains při dálnici A1.

## Demografie
V roce 2000 hovořilo 86,4% obyvatel obce francouzsky. Ke švýcarské reformované církvi se ve stejném roce hlásilo 59,2% obyvatel, k církvi římskokatolické 14,4% obyvatel.